# Albatros (golf)

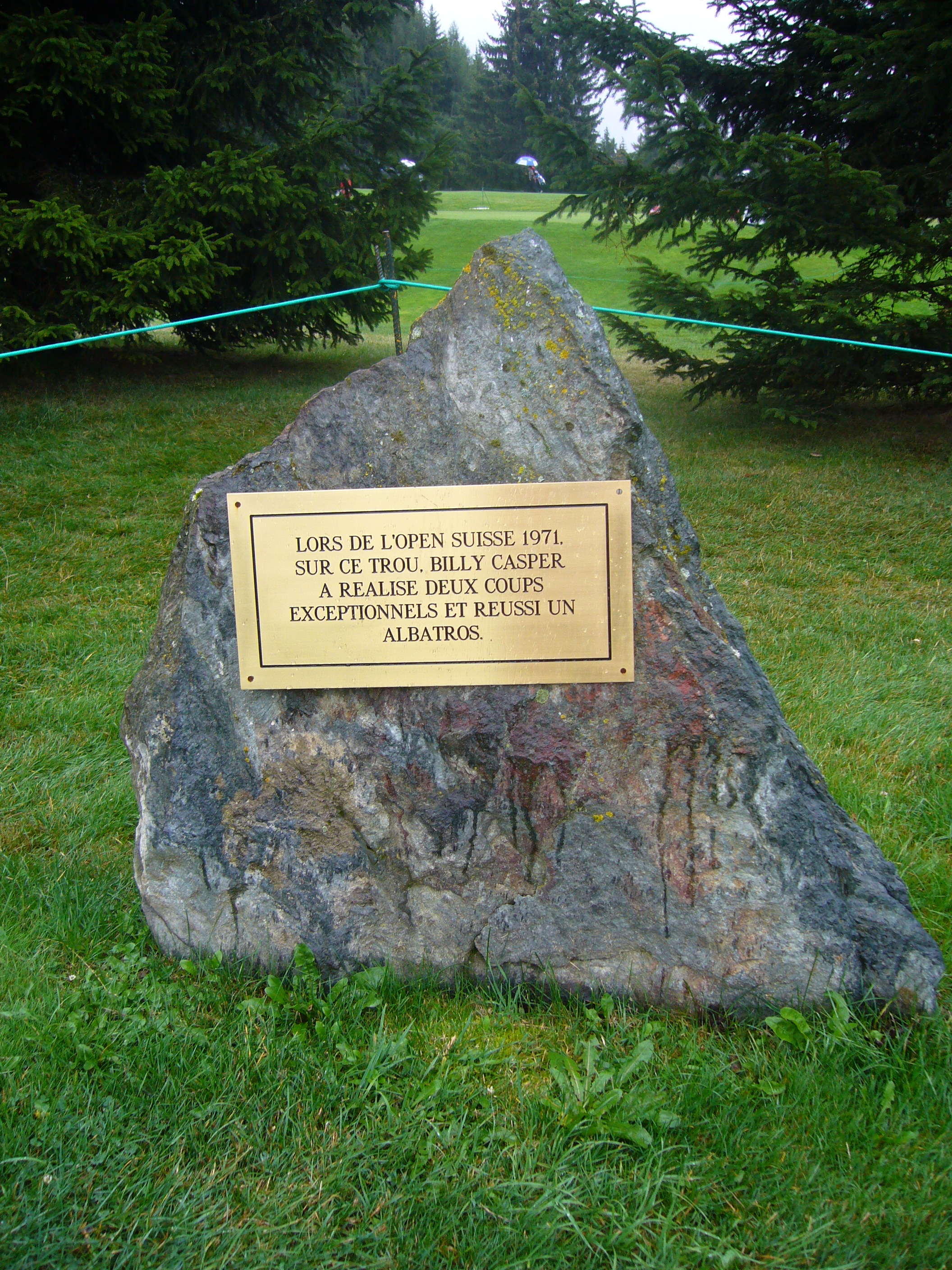
Crans, hole 14

Een albatros is een term uit de golfsport. Een albatros betekent dat een golfer drie slagen minder nodig heeft dan gemiddeld (par) op een hole.
De kortste hole waar een albatros geslagen kan worden is een par-4 hole. Een speler slaat dan een hole-in-one terwijl een gemiddelde professionele speler er vier slagen over doet. De albatros wordt het meeste geslagen op een par-5 hole, waar de speler dan twee slagen over doet. Een albatros is een zeldzame slag waarvan de meeste professionele spelers er niet één maken in hun carrière. Robert-Jan Derksen, Joost Steenkamer en Joost Luiten sloegen allen ooit een albatros. Joost Luiten sloeg op 20 oktober 2017 zijn tweede albatros tijdens de tweede ronde van de European Tour op de Real Club Valderrama in Spanje op de par-5 elfde hole. Op 16 maart 2023 sloeg Luiten zijn derde albatros, tijdens de eerste ronde van het SDC Championship in Zuid-Afrika, op de par-5 dertiende hole van St Francis Links.

## Europese Tour
In Crans is het sinds het eerste Zwitsers Open tweemaal voorgekomen dat een speler daar tijdens het Open een albatros sloeg. De eerste keer was Billy Casper de gelukkige in 1971, de tweede was Tadd Fujikawa in 2007. Hij sloeg met een houten 3 de bal vanaf 285 yards in de hole op de langste par5 in Europa. Ondanks deze meevaller kwalificeerde hij zich niet voor het weekend.
De Zweed Joakim Bäckström sloeg twee keer een albatros, in 2005 tijdens de German Masters in Keulen en in 2008 tijdens het Russisch Open in Moscou. Net als Jose Maria Canizares en Colin Montgomerie. Maar Anders Forsbrand (1994, 1996, 1997) en Graeme "G-Mac" McDowell (2003, 2005, 2007) sloegen er zelfs drie, evenals James Kingston (2000, 2002, 2003) op Zuid-Afrika's Sunshine Tour.
Tijdens het Brits Open werd negen keer een albatros geslagen, zeven bij de heren en twee bij de dames. Het is ook bekend dat Old Tom Morris een albatros sloeg in 1870 op Prestwick.
Steve Webster werd in januari 2014 de eerste speler op de Tour die een toernooi met een albatros begon. Dit was tijdens de Qatar Masters.
In 2018 is het Nicolas Colsaerts gelukt een albatros te slaan op de Portugal Masters op de twaalfde hole, een 542 meter lange par 5.
British Open
- 1972:  Johnny Miller op hole 5 van Muirfield
- 1983:  Bill Rogers op hole 17 van Royal Birkdale Golf Club
- 2000:  Manuel Zerman op hole 5 van St Andrews
- 2001:  Greg Owen op hole 11 van Royal Lytham
- 2001:  Jeff Maggert op hole 6 van Royal Lytham
- 2004:  Gary Evans op hole 4 van Royal Troon
- 2009:  Paul Lawrie op hole 7 van Turnberry[3]

Women's British Open
- 2002:  Asa Gottmo op hole 7 van Turnberry
- 2004:  Karen Stupples op hole 2 van Sunningdale

Verder sloegen onder andere de volgende spelers een albatros, voor een veel vollediger overzicht zie doubleeagleclub.org:
- 2005:  Joakim Bäckström tijdens de German Masters op Lärchenhof
- 2007:  Tadd Fujikawa tijdens het Zwitsers Open, hole 9 van Crans
- 2008:  Joakim Bäckström tijdens het Russian Open op de Moscow Country Club)
- 2012:  Lloyd Saltman tijdens de Nordea Masters, hole 12 van Bro Hof Slott Golf Club
- 2013:  Chris Doak tijdens het Madeira Islands Open, hole 11 op Santo de Serra
- 2014:  Joost Luiten tijdens de Volvo Golf Champions, hole 10 van de Durban Country Club[4] en in 2017 tijdens de tweede ronde van de Valderrama Masters op de elfde hole.

## Amerikaanse Tour
Masters
Dit toernooi wordt altijd op Augusta gespeeld.
- 1935:  Gene Sarazen op hole 15
- 1967:  Bruce Devlin op hole 8
- 1994:  Jeff Maggert op hole 13
- 2012:  Louis Oosthuizen op hole 2

US Open
- 1985:  Tze-Chung Chen op hole 2 van Oakland Hills
- 2010:  Shaun Micheel op hole 6 van Pebble Beach
- 2012:  Nick Watney op hole 17 van de Olympic Club

Amerikaanse PGA Kampioenschap
- 1993:  Darrell Kestner op hole 13 van de Inverness Club
- 1995:  Per-Ulrik Johansson op hole 11 van de Riviera CC
- 2006:  Joey Sindelar op hole 5 van de Medinah CC

## World Golf Championships
- 2000:  Ernie Els tijdens de WGC - Bridgestone Invitational, op hole 2 van de Firestone Country Club
- 2010:  Pádraig Harrington tijdens de WGC - HSBC Champions, op hole 14 van de Sheshan Golf Club